# Łyżwiarstwo figurowe na Zimowych Igrzyskach Olimpijskich Młodzieży 2016 – pary sportowe
Łyżwiarstwo figurowe na Zimowych Igrzyskach Olimpijskich Młodzieży 2016 – pary sportowe – rywalizacja w jednej z konkurencji łyżwiarstwa figurowego – parach sportowych rozgrywanej na Zimowych Igrzyskach Olimpijskich Młodzieży 2016 odbyła się 13 i 15 lutego 2016 w hali Hamar Olympic Amphitheatre.

## Wyniki
| Poz. | Zawodnicy                             | Reprezentacja     | Nota łączna | SP | SP    | FS | FS     |
| ---- | ------------------------------------- | ----------------- | ----------- | -- | ----- | -- | ------ |
| 01 ! | Jekatierina Borisowa / Dmitrij Sopot  | Rosja             | 168,66      | 2  | 60,80 | 1  | 107,86 |
| 02 ! | Anna Dušková / Martin Bidař           | Czechy            | 166,13      | 1  | 61,82 | 2  | 104,31 |
| 03 ! | Alina Ustimkina / Nikita Wołodin      | Rosja             | 152,77      | 3  | 56,38 | 3  | 96,39  |
| 4    | Justine Brasseur / Mathieu Ostiguy    | Kanada            | 140,59      | 4  | 48,51 | 5  | 92,08  |
| 5    | Zhao Ying / Xie Zhong                 | Chiny             | 139,06      | 6  | 45,84 | 4  | 93,22  |
| 6    | Sarah Rose / Joseph Goodpaster        | Stany Zjednoczone | 126,53      | 5  | 46,47 | 6  | 80,06  |
| 7    | Gao Yumeng / Li Bowen                 | Chiny             | 119,78      | 7  | 43,96 | 7  | 75,82  |
| 8    | Kim Su-yeon / Kim Hyung-tae           | Korea Południowa  | 108,53      | 8  | 35,86 | 8  | 72,67  |
| 9    | Irma Caldara / Edoardo Caputo         | Włochy            | 100,15      | 9  | 35,49 | 9  | 64,66  |
| 10   | Anastasija Pobiżenko / Dmytro Szarpar | Ukraina           | 74,30       | 10 | 28,16 | 10 | 46,14  |